# دواين هاريس
دواين هاريس (بالإنجليزية: Dwayne Harris)‏ هو لاعب كرة قدم أمريكية أمريكي، ولد في 16 سبتمبر 1987 في أتلانتا في الولايات المتحدة.

## وصلات خارجية
- الموقع الرسمي
- دواين هاريس على موقع مرجع كرة القدم المحترفة.كوم (الإنجليزية)